# Seiji Yokoyama
Seiji Yokoyama (横山 菁児?, Yokoyama Seiji; Hiroshima, 17 marzo 1935 – Sera (Hiroshima), 8 luglio 2017) è stato un compositore e direttore d'orchestra giapponese, noto anche per aver composto le colonne sonore di anime come Capitan Harlock e I Cavalieri dello zodiaco.

## Biografia
Yokoyama nacque a Hiroshima il 17 marzo 1935 e si diplomò come compositore al conservatorio nazionale di Kunitachi nel 1957. Esordisce nel 1970 nel campo dell'animazione con Le avventure dell'Ape Magà, scrivendone la sigla finale e firmando completamente la colonna sonora del suo sequel, Il ritorno dell'Ape Magà.   Ha musicato molti capolavori dell'animazione giapponese tra le quali la prima serie di Capitan Harlock (basata su un manga di Leiji Matsumoto, autore molto attento alle colonne sonore dei suoi anime), per continuare con tutte le serie e i film dei Cavalieri dello Zodiaco.
In grado di spaziare tra numerosi stili (dal ritmo eccitato a quello malinconico), è stato ispirato da autori romantici come Richard Wagner, Gustav Mahler o Johann Sebastian Bach; nelle sue composizioni utilizza sia strumenti classici che moderni (come il mandolino, l'ocarina o la chitarra elettrica). Particolarmente apprezzate dal pubblico sono state le musiche della saga di Asgard dei Cavalieri dello Zodiaco, in grado di valorizzare ed enfatizzare l'atmosfera glaciale e suggestiva del paesaggio e della storia. Molto celebre in Italia anche la melodia dell'ocarina (il "Mayu Theme") presente nella prima serie di Capitan Harlock, dove allo strumento musicale di origine italiana viene assegnato un ruolo di prim'ordine. (In tal senso il "Mayu Theme" è stato eseguito dal vivo anche a Budrio, dove è stato inventato questo strumento, nel corso dell'edizione 2019 del Festival internazionale dell'Ocarina, chiamato "Ocarina Festival Budrio").
Yokoyama è morto l'8 luglio 2017 a causa di una polmonite.

## Opere principali

### Anime
- 1970 - Le avventure dell'Ape Magà
- 1974 - Il ritorno dell'Ape Magà
- 1978 - Uchu Kaizoku Captain Harlock
- 1982 - Attack of the Super Monsters
- 1986 - I Cavalieri dello zodiaco
- 1987 - Chôjinki Metalder
- 1987 - I Cavalieri dello zodiaco: La dea della discordia
- 1988 - I Cavalieri dello zodiaco: L'ardente scontro degli dei
- 1988 - I Cavalieri dello zodiaco: La leggenda dei guerrieri scarlatti
- 1989 - I Cavalieri dello zodiaco: L'ultima battaglia
- 1990 - Tokkei Winspector
- 1992 - Sangokushi
- 1994 - Le fiabe più belle
- 2002 - I Cavalieri dello zodiaco - Saint Seiya - Hades
- 2004 - I Cavalieri dello Zodiaco: Le porte del paradiso

### Tokusatsu
- 1979 - Megaloman
- 1995 - Chôriki sentai Ôrenjâ
- 1990 - Winspector